# 败子
在希伯来圣经和犹太教法中，败子（羅馬化：mamzer）是指因某些特定的禁忌关系或乱伦（如圣经中所定义）而出生的人及其后代。和合本圣经中将该词译作“私生子”，然而败子身份（mamzerut）与西方传统意义上的非婚生子女（illegitimacy）有着诸多不同，例如它并不包括未婚妇女所生的孩子。

## 定义

### 词源
一些解释将“败子”（mamzer）一词视为源自词根m-z-r的阳性名词形式，而该词根具有宠坏/败坏的含义。
根据《史特朗经文汇编》：“源自一个未使用的词根，意为‘疏远’；杂种，即由犹太父亲和异教母亲所生”。
塔木德以讲道的方式解释说，该词由 mum（缺陷）和 zar（奇怪的/外人）两个词根组成，是某人血统中不正当结合的委婉说法。

### 圣经中的使用
该词在希伯来圣经中出现过两次。第一次是在申命记23:3（非希伯来语版本为23:2）。七十士译本将败子译为“妓女之[子]”（希腊语：ek pornes），拉丁文武加大译本将其译为（妓女所生）。在中文里一般都译作“私生子”。
私生子不可入耶和華的會，他的子孫直到十代，也不可入耶和華的會。——申命记 23:2
“不可入耶和華的會”这句话被拉比们解释作私生子不能嫁娶以色列的儿子或女儿的意思。此外，“耶和华的会”也可能是指古代以色列的立法机构。
其他的例子还包括撒迦利亚书 9:6。